# Wilec purpurowy
Wilec purpurowy (Ipomoea purpurea) – gatunek roślin zielnych należący do rodziny powojowatych. W Polsce uprawiany jako roślina ozdobna i przejściowo dziczejący (efemerofit).

## Morfologia
ŁodygaPnąca się, owijająca się wokół podpór. Osiąga wysokość do 3 m.
LiścieCiemnozielone, sercowate, ogonkowe.
KwiatyW kształcie szeroko rozwartego kielicha, o średnicy do 4 cm. Mają kolor u różnych odmian od białego poprzez różowy, purpurowy,purpurowofioletowy niebieski do fioletowego.
Owoc

## Zastosowanie
Roślina ozdobna służąca do okrywania ogrodzeń, balkonów, altan. Można go uprawiać w zwykłej ziemi ogrodowej, jednak lepiej rośnie w wapiennej i żyznej ziemi. Wymaga stałego podlewania. Dobrze rośnie w słońcu, ale może też rosnąć w półcieniu. Uprawiany jest z nasion, które wysiewa się na początku marca bezpośrednio do doniczek czy skrzynek balkonowych. Należy wysiewać po 2-3 nasiona w odstępie co 10 cm. Podczas lata zasilać co 2-3 tyg. rozcieńczonymi nawozami.